# Jan Ykema

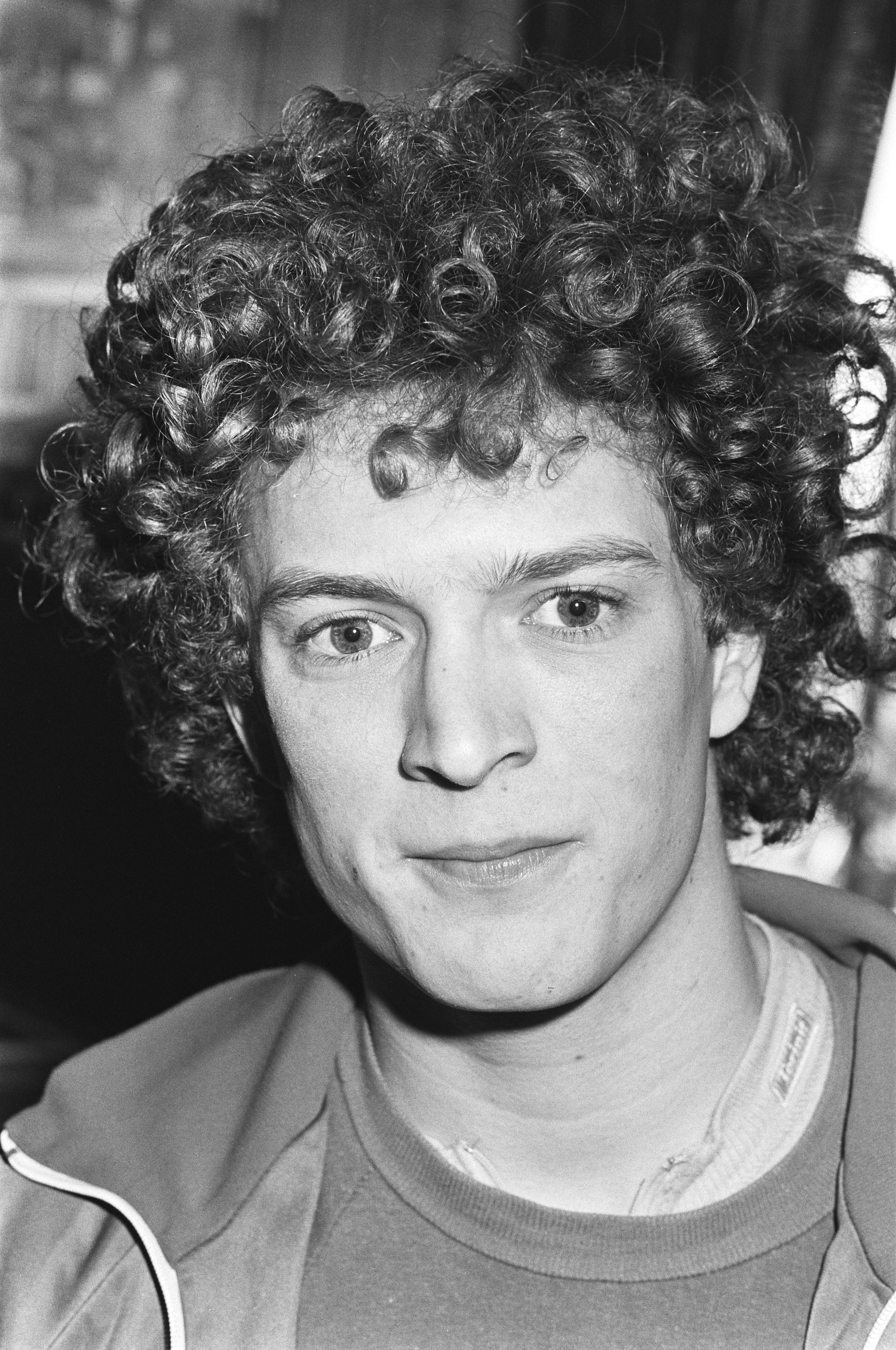
Ykema in 1982

Jan Jelte Ykema (Harlingen, 18 april 1963) is een Nederlandse voormalig langebaanschaatser. Zijn specialisme was de sprint. 

## Biografie

### Schaatser
Ykema was een succesvol sprinter, met aanleg voor de 500 en de 1000 meter. In 1985 werd Henk Gemser zijn trainer en besloot dat Ykema één seizoen niet uit zou komen in internationaal wedstrijdverband, om in die periode zijn gebrekkige techniek te verbeteren. Hierna beleefde Ykema zijn doorbraak. Zijn topjaren waren 1986-1989. Hij is bekend geworden door de "pikstart" (een citaat van Mart Smeets) tijdens de 500 meter op de Olympische Spelen van 1988 in Calgary, waar hij de zilveren medaille won. Uwe-Jens Mey (DDR) won het goud met een tijd van 36,45.
Ykema won tijdens zijn carrière drie gouden, twee zilveren en drie bronzen medailles tijdens Wereldbekerwedstrijden. Hij werd driemaal Nederlands Kampioen Sprint en haalde eveneens driemaal goud tijdens de NK Afstanden (tweemaal op de 1000 en eenmaal op de 500 meter).

### Na de sport
Aan het einde van het seizoen 1988-1989 zette Ykema op 26-jarige leeftijd een punt achter zijn sportcarrière. Hierna werd hij makelaar in onroerend goed. Al voordat hij zijn ijzers opborg maakte Ykema kennis met harddrugs (cocaïne). Er volgde een verslaving van liefst 15 jaar, waarin hij onder meer ook speed, heroïne, en MDMA gebruikte. In zijn slechtste periode doorzocht Ykema grofvuil op zoek naar kostbaarheden om zijn verslaving te kunnen bekostigen. In 2005 trad hij naar buiten met het verhaal dat hij verslaafd was geweest. Inmiddels is hij al enige tijd afgekickt en geeft hij gastlessen op middelbare scholen over zijn verslaving.
In september 2008 werd bekend dat Ykema terugkeert op de schaatsbaan en wel als begeleider van de sprinters Jacques de Koning, Rhian Ket, Lars Elgersma en Yuri Solinger van team APPM. Ykema heeft een eigen schildersbedrijf en houdt zich ook bezig met het geven van lezingen voor het bedrijfsleven. Daarnaast is hij coach van het Gewest Friesland.
Op 13 november 2009 verscheen Ykema's biografie, genaamd Jan Ykema; Pikstart, verslaving en comeback van een hypersprinter. De auteur is Menno Haanstra.
Op 22 februari 2025 werd er door Andere Tijden Sport een documontaire gemaakt over Ykema.

## Persoonlijk
Ykema heeft een zoon, genaamd Jesper Ykema.

## Records

### Persoonlijke records
| Afstand      | Tijd    | Datum            | Baan       |
| ------------ | ------- | ---------------- | ---------- |
| 500 meter    | 36,76   | 14 februari 1988 | Calgary    |
| 1000 meter   | 1.14,24 | 6 december 1987  | Calgary    |
| 1500 meter   | 1.59,11 | 20 maart 1988    | Heerenveen |
| 3000 meter   | 4.40,92 | 10 december 1979 | Utrecht    |
| 5000 meter   | 8.23,1  | 18 november 1979 | Groningen  |
| 10.000 meter | 16.27,3 | 26 februari 1982 | Inzell     |

### Wereldrecords
| Nr.  | Afstand                   | Tijd    | Datum           | Baan  |
| ---- | ------------------------- | ------- | --------------- | ----- |
| jr1. | 1000 meter (junioren)     | 1.17,78 | 30 januari 1981 | Davos |
| jr2. | 500 meter (junioren)      | 38,42   | 31 januari 1981 | Davos |
| jr3. | 1000 meter (junioren)     | 1.17,49 | 31 januari 1981 | Davos |
| jr4. | Sprintvierkamp (junioren) | 155,935 | 31 januari 1981 | Davos |

## Resultaten
| Jaar | NK Afstanden | NK Sprint | Olympische Spelen  | WK Sprint |
| ---- | ------------ | --------- | ------------------ | --------- |
| 1981 |              |           |                    | 20        |
| 1982 |              | Goud      |                    | 28        |
| 1983 |              |           |                    |           |
| 1984 |              |           | 14e 500m 20e 1000m |           |
| 1985 |              |           |                    |           |
| 1986 |              | Brons     |                    | 31        |
| 1987 |              | Goud      |                    | 18        |
| 1988 | 500m · 1000m | Goud      | 500m               | 6         |
| 1989 | 500m · 1000m | Zilver    |                    | 12        |